# پیرانج (بیرجند)
پیرانج روستایی ییلاقی است در دهستان القورات از توابع بخش مرکزی شهرستان بیرجند، واقع در استان خراسان جنوبی که بنا برسرشماری عمومی نفوس و مسکن در سال ۱۳۹۵ جمعیت آن بالغ بر ۹۷ نفر (۳۲ خانوار) بوده ‌است.روستا دارای آب ، برق و گاز هست.
اغلب معابر آسفالت و سنگفرش شده اند.
مهمترین دلیل افزایش جمعیت روستا و مهاجرت معکوس به آن ، آب و هوای سرد روستا در تابستان و ویلاسازی هایی که صورت پذیرفته است می‌باشد.
پس از سرشماری ۱۳۹۵ که جمعیت روستا شرایط شورا شدن را میسر ساخت ،در سال ۱۳۹۶ روستا برای اولین بار دارای شورای اسلامی شد.که منتخبین مردم محمد غریبی، غلامرضا نخعی زاده و یزدان زینلی و مسعود نخعی زاده (علی البدل) بودند.
با تأسیس دهیاری محمد غریبی از شورا انصراف داد و به عنوان دهیار انتخاب شد.
مهمترین محصول روستا #زرشک می باشد ، هر چند عناب ، گل محمدی و زعفران جزو محصولات تولیدی روستا به شمار می آیند.
ث